# Takahiro Urashima
Takahiro Urashima (浦島 貴大 Urashima Takahiro?), född 12 maj 1988 i Shiga prefektur, är en japansk fotbollsspelare.
Urashima började sin karriär 2007 i MIO Biwako Shiga. Efter MIO Biwako Shiga spelade han för AC Nagano Parceiro, Sagawa Printing, FC Ryukyu, Blaublitz Akita och Fujieda MYFC.